# Olga Troyanskaya
Olga G. Troyanskaya je profesorkou na Katedře počítačových věd a Institutu integrativní genomiky na Princetonské univerzitě a místopředsedkyní pro genomiku v Simons Center for Data Analysis v Simons Foundation v New Yorku. Studuje funkce bílkovin a jejich vzájemné působení během biologických cest a to analyzováním genomických dat pomocí počítačových nástrojů.

## Vzdělání
Troyanskaya získala svůj bakalářský titul v oboru Počítačové vědy a Biologie na University of Richmond v roce 1999 a Ph.D. v oboru biomedicínské informatiky na Stanfordově univerzitě v roce 2003.

## Ocenění
V roce 2011 jí byla udělena Overton Prize od International Society for Computational Biology (ISCB). V roce 2014 jí byla udělena Ira Herskowitz Award od Genetics Society of America. V roce 2017 byla zvolena členkou ISCB.